# 山口県道・島根県道13号萩津和野線
山口県道・島根県道13号萩津和野線（やまぐちけんどう・しまねけんどう13ごう はぎつわのせん）は、山口県萩市と島根県鹿足郡津和野町を結ぶ県道（主要地方道）である。「つわぶき街道」の愛称を持つ。

## 概要

### 路線データ
- 起点：山口県萩市土原（警察署前交差点、国道191号・国道262号交点）
- 終点：島根県鹿足郡津和野町寺田（国道9号交点）

## 歴史
- 1993年（平成5年）5月11日 - 建設省から、県道萩津和野線が萩津和野線として主要地方道に指定される[1]。

## 路線状況

### 重複区間
- 山口県道11号萩篠生線（萩市土原・警察署前交差点〔起点〕 - 萩市吉部下・鍛冶屋交差点）
- 山口県道67号萩川上線（萩市椿東）
- 山口県道10号山口福栄須佐線（萩市福井下 - 萩市福井上）
- 国道315号（萩市片俣 - 山口市阿東嘉年上）
- 島根県道226号柿木津和野停車場線（鹿足郡津和野町高峯 - 鹿足郡津和野町後田）

### 新道（バイパス）
- 鹿足郡津和野町鷲原 - 鹿足郡津和野町中座

## 地理

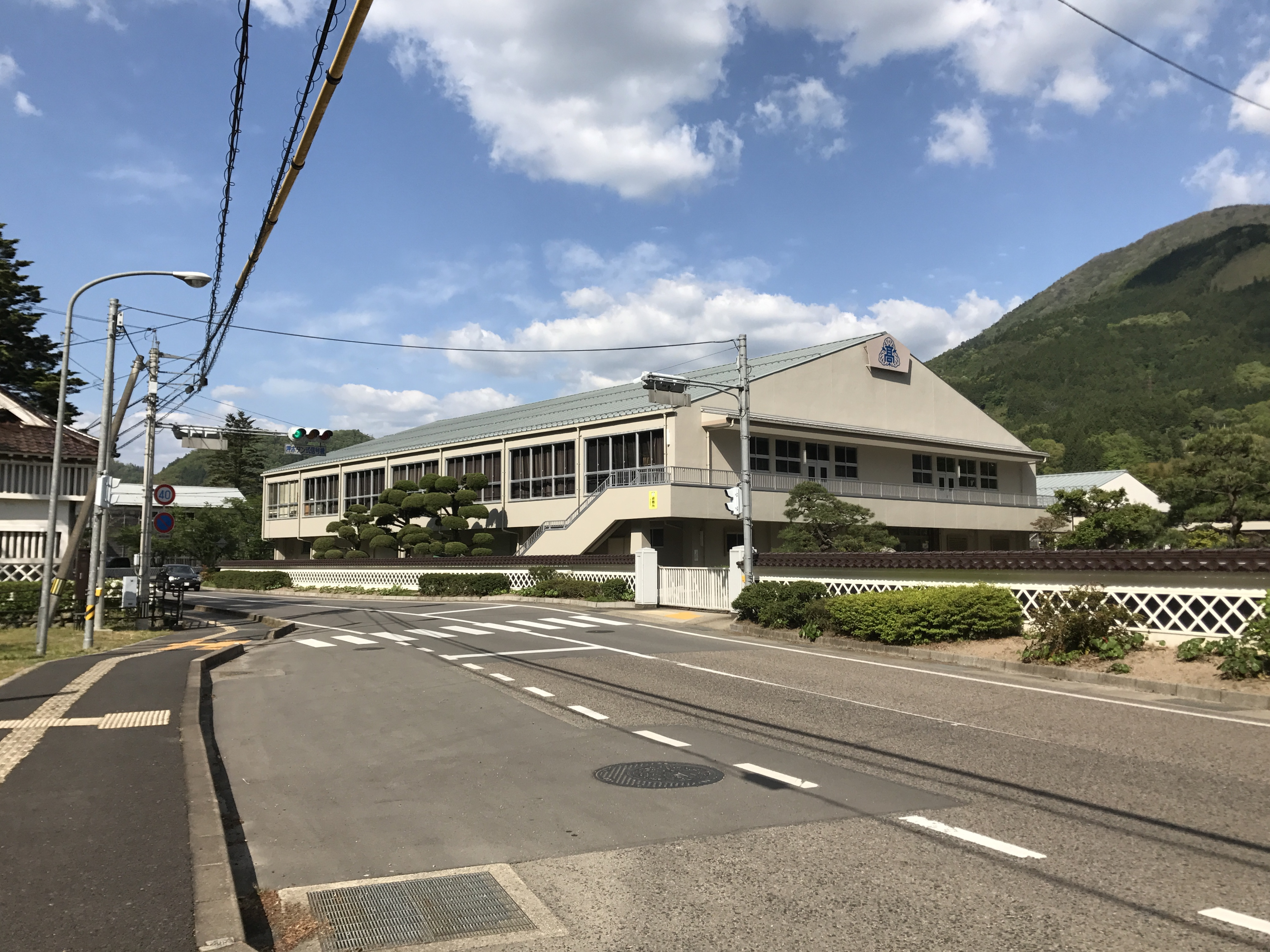
島根県立津和野高等学校付近（2017年5月）

山口県萩市の国道191号・国道262号警察署前交差点から分かれるが、しばらくは山口県道11号萩篠生線と山口県道10号山口福栄須佐線に重複したまま萩市の山間地区であるむつみ地域まで向かう。むつみ地域の入り口である鍛冶屋交差点で単独となり地域の中心部方面へ向かい、その後国道315号を横切り、山口市の阿東嘉年地区を通り津和野町の中心部へ向かう。
萩と津和野を結ぶ重要な観光路線でもある。

### 通過する自治体
- 山口県
  - 萩市
  - 山口市
- 島根県
  - 鹿足郡津和野町

### 交差する道路
| 交差する道路                                                                         | 都道府県名 | 市町村名 | 市町村名 | 交差する場所           | 交差する場所          |
| 現道                                                                                 | 現道       | 現道     | 現道     | 現道                   | 現道                  |
| ------------------------------------------------------------------------------------ | ---------- | -------- | -------- | ---------------------- | --------------------- |
| 国道191号 国道262号 山口県道11号萩篠生線 重複区間起点                                | 山口県     | 萩市     | 萩市     | 土原（ひじわら）       | 警察署前交差点 / 起点 |
| 山口県道67号萩川上線 重複区間起点                                                    | 山口県     | 萩市     | 萩市     | 椿東（ちんとう）       | 維新ロード交差点      |
| 山口県道67号萩川上線 重複区間終点                                                    | 山口県     | 萩市     | 萩市     | 椿東                   |                       |
| 山口県道10号山口福栄須佐線 重複区間起点                                              | 山口県     | 萩市     | 萩市     | 福井下                 |                       |
| 山口県道10号山口福栄須佐線 重複区間終点                                              | 山口県     | 萩市     | 萩市     | 福井上                 |                       |
| 山口県道11号萩篠生線 重複区間終点                                                    | 山口県     | 萩市     | 萩市     | 吉部下（きべしも）     | 鍛冶屋交差点          |
| 山口県道315号吉部下萩線                                                              | 山口県     | 萩市     | 萩市     | 吉部下                 |                       |
| 山口県道344号吉部下篠目線                                                            | 山口県     | 萩市     | 萩市     | 吉部下                 |                       |
| 山口県道317号高佐下阿東線                                                            | 山口県     | 萩市     | 萩市     | 高佐下（たかさしも）   |                       |
| 山口県道316号高佐下阿武線                                                            | 山口県     | 萩市     | 萩市     | 高佐下                 |                       |
| 国道315号 重複区間起点                                                               | 山口県     | 萩市     | 萩市     | 片俣                   |                       |
| 国道315号 重複区間終点                                                               | 山口県     | 山口市   | 山口市   | 阿東嘉年上（かねかみ） |                       |
| 山口県道・島根県道13号萩津和野線 / 新道 島根県道226号柿木津和野停車場線 重複区間起点 | 島根県     | 鹿足郡   | 津和野町 | 高峯                   |                       |
| 島根県道・山口県道17号津和野田万川線                                                 | 島根県     | 鹿足郡   | 津和野町 | 鷲原（わしばら）       |                       |
| 山口県道・島根県道13号萩津和野線 / 新道                                              | 島根県     | 鹿足郡   | 津和野町 | 森村                   |                       |
| 島根県道226号柿木津和野停車場線 重複区間終点                                         | 島根県     | 鹿足郡   | 津和野町 | 後田                   |                       |
| 国道9号                                                                              | 島根県     | 鹿足郡   | 津和野町 | 寺田                   | 終点                  |
| 新道                                                                                 |            |          |          |                        |                       |
| 山口県道・島根県道13号萩津和野線 / 現道 島根県道226号柿木津和野停車場線 重複区間起点 | 島根県     | 鹿足郡   | 津和野町 | 高峯                   | 新道起点              |
| 島根県道226号柿木津和野停車場線 重複区間終点                                         | 島根県     | 鹿足郡   | 津和野町 | 鷲原（わしばら）       |                       |
| 山口県道・島根県道13号萩津和野線 / 現道                                              | 島根県     | 鹿足郡   | 津和野町 | 中座                   | 新道終点              |

### 沿線
施設 
- 道の駅ハピネスふくえ
- 萩市立むつみ中学校
- 道の駅うり坊の郷 katamata
- 嘉年郵便局
- 道の駅津和野温泉なごみの里
- 島根県立津和野高等学校
- JR山口線 津和野駅